# Balázs Ander

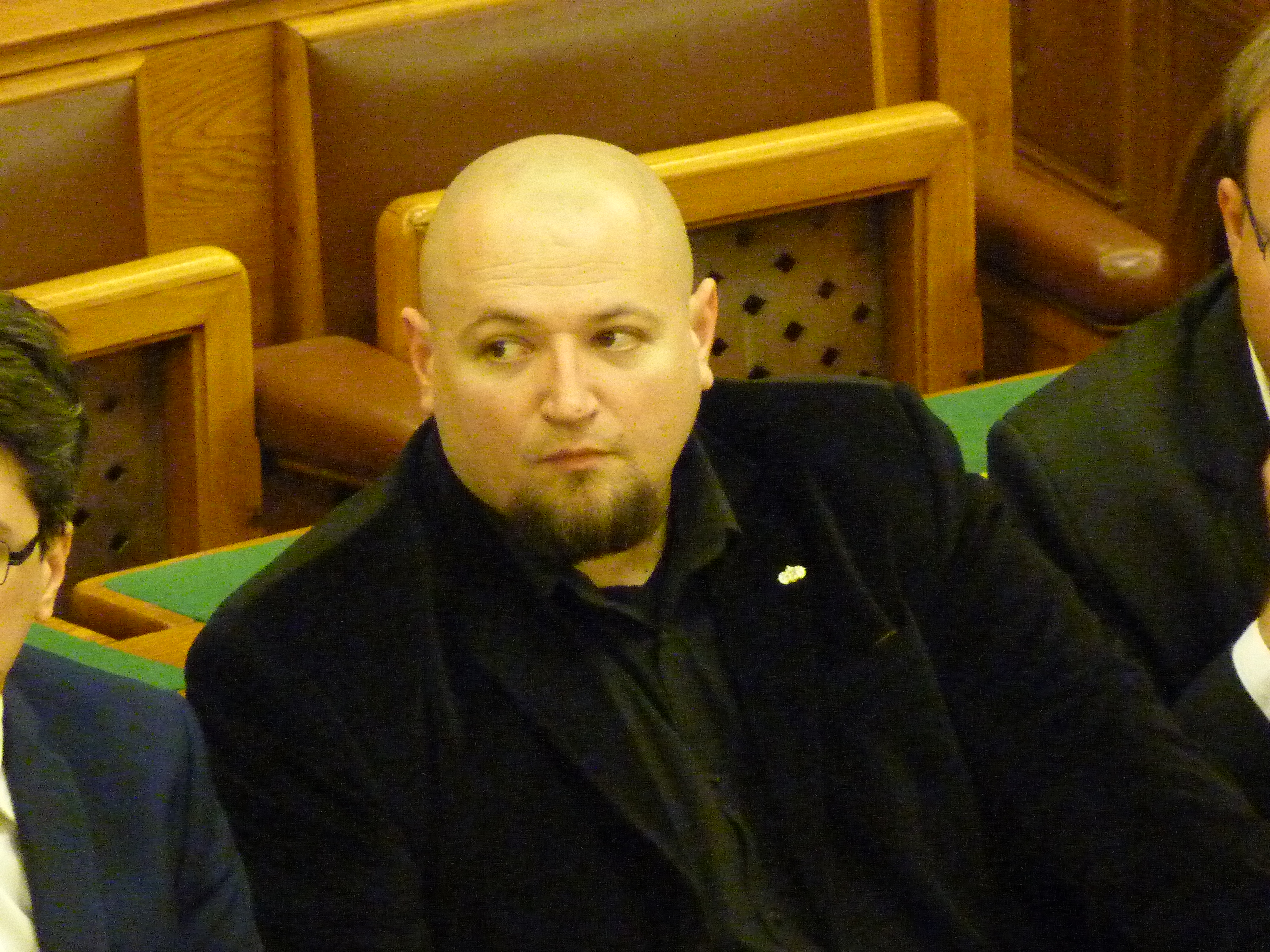
Ander Balázs (2016)

Balázs Ander (* 11. Dezember 1976 in Nagyatád, Komitat Somogy) ist ein ungarischer Politiker und seit 2020 Vizepräsident der Partei Jobbik.

## Werdegang
Ander wurde in Nagyatád geboren. Er absolvierte die Philosophische Fakultät der Universität Pécs und arbeitete dann als Lehrer in Barcs. Er ist verheiratet.

## Politische Tätigkeit
Er war der Präsident der Barcs-Gruppe von Jobbik. Er ist seit 2014 Mitglied des Ungarischen Parlaments.